# Rajd Wiesbaden 1954
Rajd Wiesbaden 1954 (16. Rallye Wiesbaden) – 16 edycja rajdu samochodowego Rajd Wiesbaden rozgrywanego w RFN. Rozgrywany był od 12 do 16 maja 1954 roku. Była to piąta runda Rajdowych Mistrzostw Europy w roku 1954.

## Klasyfikacja rajdu
| Miejsce                      | Kierowca                     | Pilot                        | Samochód                     | Czas                         | Strata                       |                              |
| Klasyfikacja generalna i ERC | Klasyfikacja generalna i ERC | Klasyfikacja generalna i ERC | Klasyfikacja generalna i ERC | Klasyfikacja generalna i ERC | Klasyfikacja generalna i ERC | Klasyfikacja generalna i ERC |
| ---------------------------- | ---------------------------- | ---------------------------- | ---------------------------- | ---------------------------- | ---------------------------- | ---------------------------- |
| 1.                           | Gustav Menz                  | Walter Schlüter              | DKW F 91                     | 12                           | 0.0                          |                              |
| 2.                           | Ludwig Kraus                 | Heinz Schwind                | BMW 501                      | 12                           | +0                           |                              |
| 3.                           | Erwin Behringer              | Hans Wencher                 | BMW 501                      | 16                           | +4                           |                              |
| 4.                           | Heinz Meier                  | Heinz Schellhaas             | DKW F 91                     | 26                           | +14                          |                              |
| 5.                           | Hubert Brand                 | Luba Hermann                 | DKW F 91                     | 2:07                         | +1:55                        |                              |
| 6.                           | Felix Vogel                  | Sven von Schroeter           | DKW F 91                     | 2:14                         | +2:02                        |                              |
| 7.                           | Kurt Zeller                  | Alois Willberger             | Fiat 1100 TV                 | 2:40                         | +2:27                        |                              |
| 8.                           | Helmut Glöckler              | Honoreé Wagner               | BMW 501                      | 3:32                         | +3:19                        |                              |
| 9.                           | Erwin von Regius             | Joachim Springer             | Ford Taunus                  | 3:36                         | +3:23                        |                              |
| 10.                          | Hanns Gerdum                 | Joachim Kühling              | Mercedes-Benz 220            | 3:56                         | +3:43                        |                              |